# 1372
1372 (MCCCLXXII) fue un año bisiesto comenzado en jueves del calendario juliano, en vigor en aquella fecha.

## Acontecimientos
- 22 de junio: Batalla de La Rochelle: la escuadra castellana de Bocanegra destruye a la inglesa de Pembroke.

## Nacimientos
- 13 de marzo: Luis de Valois, duque de Orleans.

## Fallecimientos
- 19 de marzo: Juan II, marqués de Montferrato (n. 1321)